# Dolisie

Dolisie, também conhecida como Loubomo entre 1975 e 1991 (em 
kikongo: Lubomo), é uma cidade e uma comuna da República do Congo, capital do departamento de Niari. Situada ao sul do país, Dolisie tinha uma população de 178 172 habitantes em 2023, data do último censo oficial do país, sendo assim a terceira maior do Congo.
Fundada em 1934 e baptizada com o nome de Albert Dolisie, antigo companheiro de Pierre Savorgnan de Brazza, na sequência da missão de exploração que levou o Congo a tornar-se uma colónia francesa. A cidade está ligada pela Route Nationale 1 e pelo caminho de ferro Congo-Oceano às duas principais cidades do país, Brazzaville (350 km) e Pointe-Noire, bem como ao Gabão, a cerca de 200 km a norte. A cidade é cenário de grande parte do romance Mayombe, publicado por Pepetela, em 1980.